# Шанхайская фьючерсная биржа
Шанхайская фьючерсная биржа (кит. 上海 期货交易 所, Shanghai Futures Exchange) создана в результате объединения Шанхайской биржи металлов, Шанхайской продовольственной товарной биржи и Шанхайской товарной биржи в декабре 1999 года. Является некоммерческой организацией под управлением Комиссии по ценным бумагам КНР. Штаб-квартира расположена в районе Пудун Шанхая.
Торгуются поставочные фьючерсные контракты на медь, алюминий, цинк, натуральный каучук, мазут и золото. Сделки проводятся в электронном режиме.

## Шанхайская биржа нефти и газа (SHPGX)
Председатель «Шанхайской биржи нефти и природного газа» — …
Шанхайский центр торговли нефтью и природным газом — online платформа торговли,
- 4 марта 2015 года — включён в «Шанхайскую зону свободной торговли»,
- 1 июля 2015 — введён в пробную эксплуатацию,
- 26 ноября 2016 — официально запущен.

Состоит из десяти акционеров (уставной капитал 1 миллиард юаней, общество с ограниченной ответственностью — отечественное совместное предприятие)
1. Информационное агентство Синьхуа,
2. Китайская национальная нефтяная корпорация,
3. Sinopec,
4. CNOOC,
5. Shenneng Group,
6. Beijing Gas,
7. Xinao Energy,
8. China Gas,
9. Ganghua Gas,
10. China Huaneng

«… Шанхайская биржа контролируется группировкой, которую китаисты условно называют „комсомольцами“. Эта группировка имеет тесные связи с Уолл-стрит и Вашингтоном и оппозиционно настроена по отношению к нынешнему руководителю Китая Си Цзиньпину, проводящему курс на укрепление государства и его суверенитета».
Торговый центр внедряет систему членства, и отечественные и иностранные трейдеры, соответствующие требованиям членства, могут участвовать в сделке.
Проводит спотовые, и средне- и долгосрочные сделки с природным газом, сжиженным нефтяным газом, нефтью и др. энергетическими продуктами, а также предоставляет комплексные услуги, такие как торговля, доставка, расчёты, технологии, кредитная отчётность, финансы, информация, места проведения и сооружения.